# 안성중학교 (전북)
안성중학교(安城中學校)는 대한민국 전북특별자치도 무주군 안성면 사전리에 있는 공립 중학교이다.

## 학교 연혁
- 1949년 11월 30일 : 안성고등공민학교 인가
- 1952년 1월 18일 : 안성중학교 설립인가(3학급)
- 1952년 3월 31일 : 개교 및 제1회 졸업식
- 1971년 2월 10일 : 18학급 인가
- 1979년 10월 15일 : 강당 준공
- 1981년 3월 1일 : 안성중학교 안성고등학교 분리
- 2003년 11월 1일 : 안성중·고등학교 강당 준공
- 2010년 3월 1일 : 안성중·고등학교 통합
- 2019년 9월 1일 : 최웅규 교장 부임
- 2024년 2월 8일 : 제73회 졸업 30명(총 9,610명)

## 참고 자료
- 안성중학교 - 한국교육학술정보원 학교알리미